# Сосна пиния
Сосна пиния, или Пи́ния, или Сосна итальянская (лат. Pinus pinea) — вечнозелёное дерево семейства Сосновые.

## Распространение
В природе встречается на Средиземноморском побережье от Пиренейского полуострова до Малой Азии.

## Ботаническое описание
Дерево высотой 20—30 м, доживает до 500 лет. Крона густая, тёмно-зелёная, зонтикообразная, компактная, у старых деревьев с горизонтально распростёртыми ветвями. Хвоя в пучках, по две штуки, длинная (10—15 см), узкая, плотная, зелёная в течение всего года, иногда сизоватая.

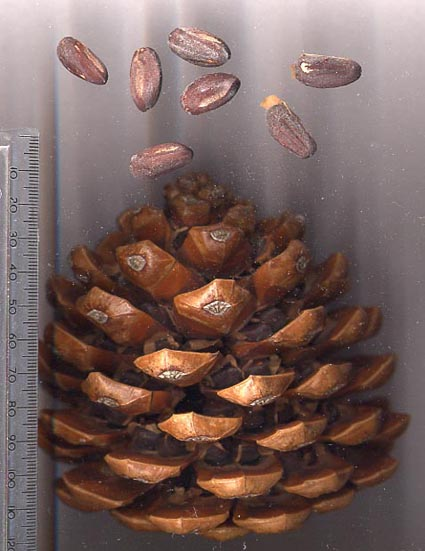
Шишка с семенами

Шишки обычно одиночные или по две-три штуки, длиной 8—15 см, яйцевидные или почти шаровидные. Семена созревают на третий год в октябре, но шишки не раскрываются до следующей весны. После выпадения семян шишки висят на ветках ещё два-три года.
Семена удлинённо-яйцевидные, тёмно-коричневые, иногда со светлыми пятнами, с тремя рёбрышками. Длина — 15—17 мм, ширина — 8—9. С толстой оболочкой, узким коротким крылом. Съедобны. Семена пинии — самые крупные среди сосен (и вообще сосновых), они в 3—4 раза крупнее кедровых. В одном килограмме их 1500 штук. Урожайность довольно высока — с одного гектара получают от 3 до 8 т семян. В Италии семена пинии называют пиноли.

## Хозяйственное значение и применение

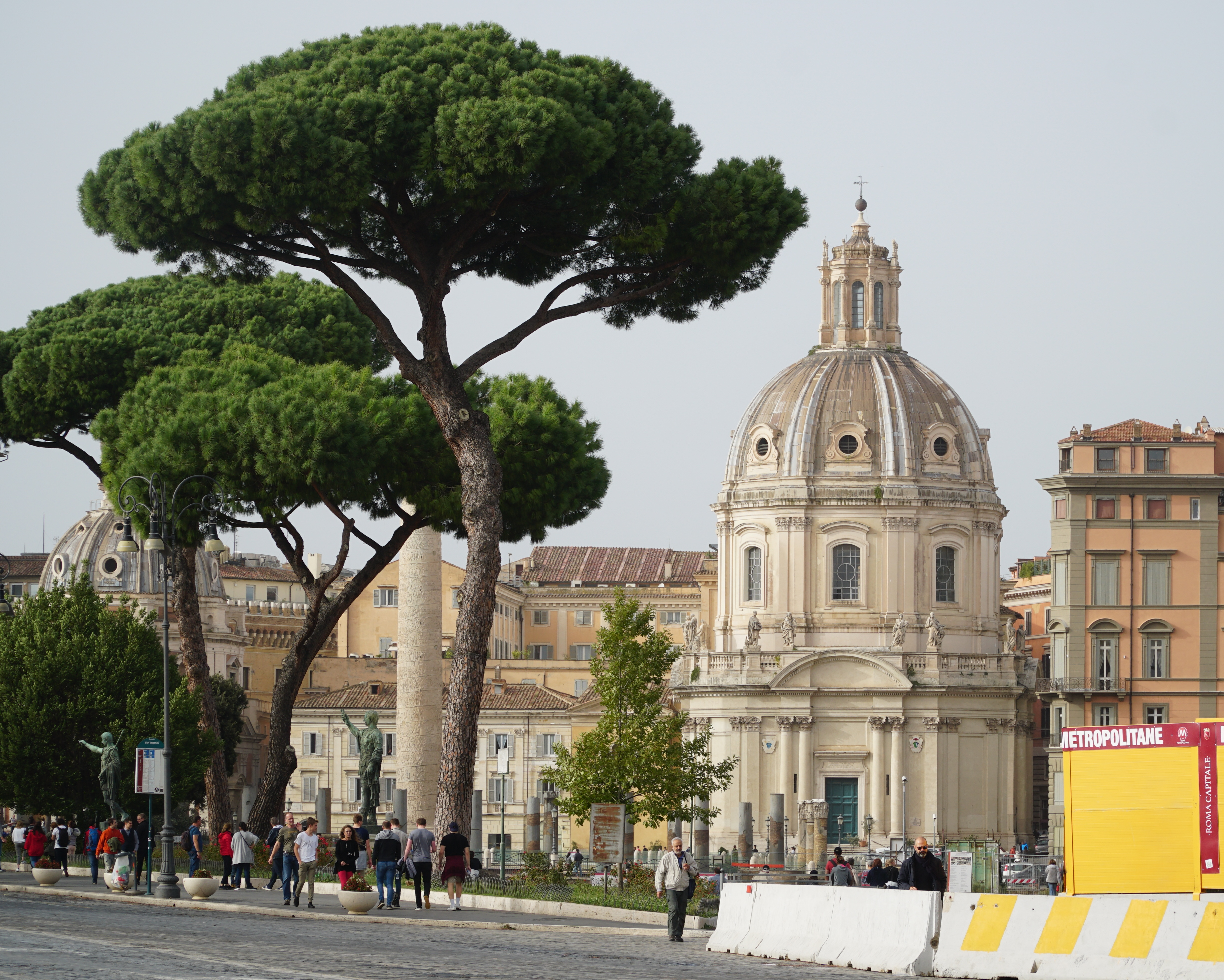
Пинии в Риме

Очень красивое дерево; как декоративное растение используется с давних времён (ещё в начале I тысячелетия до нашей эры её выращивали этруски). В наше время тоже широко используется в этом качестве. Очень хорошо подходит для искусства бонсаи.
Пиния светолюбива и засухоустойчива, к почве малотребовательна, растёт на сухих известняковых почвах и на морских песках, хотя предпочитает свежие рыхлые почвы, не выдерживает избыточного увлажнения. Выносит морозы до —18 C°, ветроустойчива. Семена прорастают без предпосевной подготовки. Ценное декоративное и «орехоносное» дерево.
Семена пиний — самые крупные среди представителей семейства сосновые. 1 кг семян содержит 1500 штук. По вкусовым качествам превосходят кедровые орешки и широко используются в кондитерской промышленности, толчёные орехи входят в знаменитый соус песто. Культивируется пиния в Средиземноморье, на Южном берегу Крыма и на Кавказе.

## В культуре

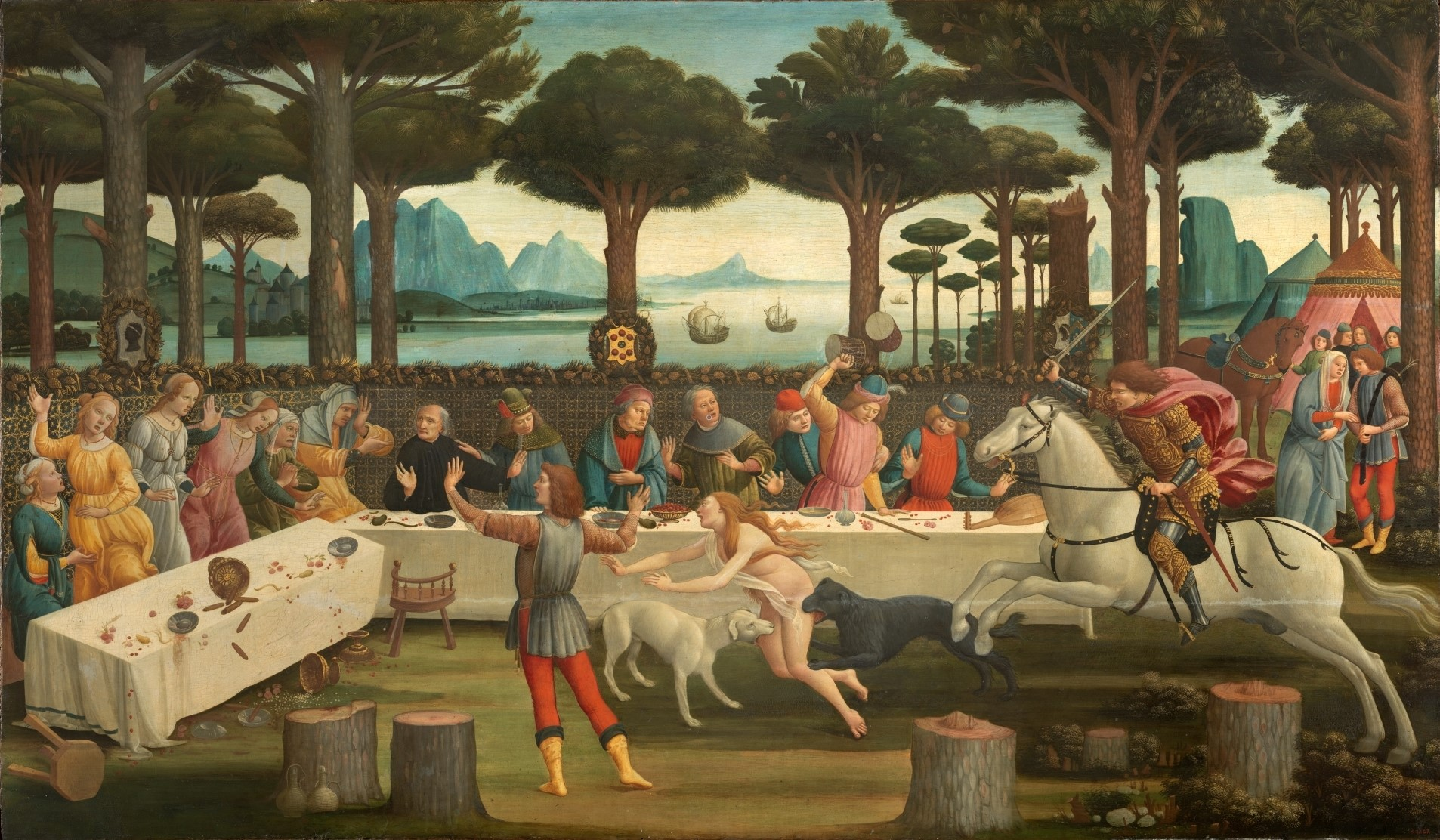
Роща пиний под Равенной на картине Боттичелли (ок. 1483 г.), иллюстрирующей 3-й эпизод новеллы «История Настаджио дельи Онести»

- Пиноккио, более известный русскоязычным читателям (благодаря Алексею Толстому) как Буратино, был сделан из пиниевого полена. Именно шишками пинии Буратино обстреливает Карабаса-Барабаса, чья борода в результате прилипает к смолистому стволу этого дерева.
- Авиценна использовал отвары из коры пинии как лекарственное средство.
- Издавна широко известна роща пиний под Равенной, благодаря картинам Сандро Боттичелли, написанным в конце XV века и иллюстрирующим новеллу Джованни Боккаччо «История Настаджио дельи Онести» из «Декамерона»[4].
- Шишка пинии — декоративный элемент, украшавший мебель древней Месопотамии. «Ножки выполнялись в форме шишек пинии, гроздей из фруктов, или лап животных»[5].
- Шишкой пинии увенчан жезл Диониса — тирс, непременный атрибут дионисических мистерий.
- В 1924 году композитор Отторино Респиги написал симфоническую поэму «Пинии Рима».
- Стихотворение Иосифа Бродского «Письма римскому другу» завершается следующим четверостишием:

Понт шумит за чёрной изгородью пиний,

Чьё-то судно с ветром борется у мыса,

На рассохшейся скамейке старший Плиний,

Дрозд щебечет в шевелюре кипариса.